# Hypena indicatalis
Hypena indicatalis là một loài bướm đêm trong họ Erebidae.